# Zamujena priložnost
Zamujena priložnost je ameriški romantični komično-dramski film iz leta 2000, ki ga je režiral Brett Ratner. Scenarij za film sta napisala David Diamond in David Weissman, v glavnih vlogah pa nastopata Nicolas Cage in Téa Leoni. Pri produkciji filma je pomagala Cageova produkcijska hiša Saturn Films. Film se vrti okoli človeka, ki spozna, kakšno bi bilo njegovo življenje, če bi v preteklosti ubral drugačno pot.

## Zgodba
Jack in Kate, ki sta skupaj od fakultete sta na letališču JFK, kjer se Jack odpravlja na dvanajstmesečno prakso pri banki Barclays v Londonu. Kate se boji, da bo ločitev škodovala njunemu odnosu, in ga prosi, naj ne gre, a jo pomiri, rekoč, da je njuna ljubezen dovolj močna, da bo trajala večno, in odleti.
Trinajst let kasneje je Jack samski in brezskrbno živi kot vodja Wall Streeta v New Yorku. V službi pripravlja več milijard dolarjev vredno združitev in odredi nujni sestanek na božični dan. V svoji pisarni na božični večer dobi sporočilo, naj stopi v stik s Kate, a čeprav se je spomni, jo očitno nezainteresiran zavrne.
Na poti domov je v trgovini z mešanim blagom, ko vstopi mladenič Cash, ki trdi, da ima dobitek v loteriji v vrednosti 238 ameriških dolarjev, vendar ga prodajalec zavrne, češ da je listek ponarejen. Cash izvleče pištolo in mu grozi, zato se Jack ponudi, da kupi vozovnico in Cash se sčasoma umiri. Jack zunaj poskuša pomagati Cashu, na kar ga Cash vpraša, če mu kaj manjka v življenju. Jack pravi, da ima vse, kar potrebuje, na kar Cash zagonetno pripomni, da si je Jack sam kriv za to, kar se bo sedaj zgodilo in odide. Zmeden Jack se vrne v svoje razkošno stanovanje in zaspi.
Na božični dan se Jack s Kate in dvema otrokoma prebudi v predmestni spalnici New Jerseyja. Odhiti v svoj apartma in pisarno v New Yorku, vendar mu vratarja zavrneta vhod in ga ne prepoznata. Jack zbeži na ulico in naleti na Casha, ki vozi Jackovega Ferrarija. Čeprav se Cash ponudi, da pojasni, kaj se dogaja, je vse kar reče le nejasno sklicevanje na "Organizacijo" in da je to le "vpogled", ki mu bo pomagal ugotoviti za kaj se gre.
Jack počasi ugotovi, da živi takšno življenje, kot bi ga imel, če bi ostal v ZDA s Kate. Ima skromno družinsko življenje, kjer je Katein oče prodajalec avtomobilskih gum, Kate pa neprofitna odvetnica. Jackova mlada hči Annie misli, da je Nezemljan, ampak prijazen, in se mu pomaga prilagoditi novemu življenju. Jack z nekaj zastoji začne uspevati, poveže se s svojimi otroki, se zaljubi v svojo ženo in trdo dela na svojem delovnem mestu.
Izkoristi naključni sestanek, ko zaradi popravila pnevmatike pride njegov nekdanji šef, predsednik Peter Lassiter, ki ga Jack navduši s poslovno podkovanostjo in Lassiter ga povabi v svojo pisarno, kjer je Jack delal v svojem "drugem" življenju. Tam mu po kratkem intervjuju Lassiter ponudi službo. Medtem ko je navdušen nad morebitno plačo in drugimi ugodnostmi, Kate trdi, da so zelo srečni in bi morali biti hvaležni za življenje, ki ga imajo.
Ko se odloči, da mu je to "drugo" življenje sedaj všeč, Jack ponovno sreča Casha, zdaj prodajalca v trgovini. Zahteva, da ostane v tem življenju, vendar mu Cash pove, da ni izbire: "vpogled" je po definiciji nestalna stvar. Tisto noč Jack poskuša ostati buden, vendar ne uspe in se zbudi na "naslednji" dan, božični dan, kjer se znajde v svojem prvotnem življenju. Odpove sklenitev prevzemne pogodbe, da bi našel Kate in ugotovi, da se preseljuje iz luksuzne mestne hiše v Pariz. Tako kot Jack se je osredotočila na svojo kariero in postala zelo bogata pravnica. Poklicala ga je le, da mu vrne škatlo starih stvari. Poda se za njo na letališče in ji poskuša preprečiti odhod tako, da podrobno opiše njune otroke in družinsko življenje, ki ga je videl. Očarana se na koncu strinja, da gre z njim na kavo. Od daleč se vidi, kako se ob skodelici kave neslišno pogovarjata.

## Igralska zasedba
- Nicolas Cage kot Jack Campbell
- Téa Leoni kot Kate Reynolds / Kate Campbell
- Don Cheadle kot Cash
- Makenzie Vega kot Annie Campbell
- Jake in Ryan Milkovich kot Josh Campbell
- Jeremy Piven kot Arnie
- Lisa Thornhill kot Evelyn Thompson
- Saul Rubinek kot Alan Mintz
- Josef Sommer kot Peter Lassiter
- Harve Presnell kot Ed Reynolds
- Mary Beth Hurt kot Adelle
- Francine York kot Lorraine Reynolds
- Amber Valletta kot Paula
- Ken Leung kot Sam Wong
- Kate Walsh kot Jeannie
- Gianni Russo kot Nick
- Tom McGowan kot Bill
- Joel McKinnon Miller kot Tommy
- Robert Downey kot človek v hiši
- Paul Sorvino (izbrisan prizor) kot Sydney Potter

## Izdaja

### Bruto dohodek
Film Zamujena priložnost je v Severni Ameriki v prvem vikendu zaslužil 15,1 milijona ameriških dolarjev, kar ga je uvrstilo na 3. mesto po bruto dohodku v Severni Ameriki za filmoma Kaj ženske ljubijo in Brodolom. Po 15. tednih je film v ZDA in Kanadi zaslužil 75.793.305 ameriških dolarjev, drugje po svetu pa 48.951.778 ameriških dolarjev, kar skupaj znaša 124.745.083 ameriških dolarjev.

### Kritični sprejem
Film je prejel mešane kritike. Rotten Tomatoes je filmu na podlagi 128 ocen dodelil 53% oceno s povprečjem 5,49/10. V skupnem mnenju spletnega mesta je zapisano: "Kljub dobremu nastopu Cagea in še posebej Leoni je film Zamujena priložnost preveč predvidljiv in neizviren, da bi lahko v božični žanr dodal kaj novega." Metacritic poroča o oceni 42 od 100, ki temelji na 28 ocenah, kar pomeni "mešane ali povprečne ocene".
Chris Gore iz publikacije Film Threat je dejal: "Če iščete srčen, dober počitniški film, se preprosto prepustite in uživajte." Matthew Turner iz ViewLondona je dejal: "Popolna družinska zabava v božičnem obdobju. Zelo priporočljivo." Common Sense Media je film ocenil s 4 od 5 zvezdic.
Emma Cochrane iz revije Empire je leta 2015 zapisala: "Točno takšno odraslo fantazijo si želite ogledati na božič in je kot taka nadvse prijetno zabavna", film pa je ocenila s 3 od 5 zvezdic.